# Quận Gray, Texas
Quận Gray (tiếng Anh: Gray County) là một quận trong tiểu bang Texas, Hoa Kỳ. Quận lỵ đóng ở thành phố Pampa. Theo kết quả điều tra dân số năm  2000 của Cục điều tra dân số Hoa Kỳ, quận có dân số 22.744 người.

## Thông tin nhân khẩu
Theo điều tra dân số 2 năm 2000, đã có 22.744 người, 8.793 hộ, và 6.049 gia đình sống trong quận. Mật độ dân số là 24 người cho mỗi dặm vuông (9/km ²). Có 10.567 đơn vị nhà ở với mật độ trung bình là 11 cho mỗi dặm vuông (4/km ²). Cơ cấu chủng tộc của quận gồm 82,15% người da trắng, 5,85% da đen hay Mỹ gốc Phi, 0,94% người Mỹ bản xứ, 0,39% người châu Á, 0,02% đảo Thái Bình Dương, 8,23% từ các chủng tộc khác, và% 2,42 từ hai hoặc nhiều chủng tộc. 13,01% dân số là người Hispanic hay Latino thuộc chủng tộc nào.
Có 8.793 hộ, trong đó 30,00% có trẻ em dưới 18 tuổi sống chung với họ, 57,00% là các cặp vợ chồng sống với nhau, 9,00% có chủ hộ là nữ không có mặt chồng, và% 31,20 đã không có gia đình. 28,70% của tất cả các hộ gia đình đã được tạo thành từ các cá nhân và 15,30% có người sống một mình 65 tuổi trở lên đã được người. Bình quân mỗi hộ là 2,39 và cỡ gia đình trung bình là 2,93.
Trong quận, độ tuổi dân số với 24,00% ở độ tuổi dưới 18, 8,40% 18-24, 27,20% 25-44, 22,30% 45-64, và% 18,10 những người 65 tuổi trở lên. Tuổi trung bình là 39 năm. Cứ mỗi 100 nữ có 104,00 nam giới. Cứ mỗi 100 nữ 18 tuổi trở lên, đã có 103,70 nam giới.
Thu nhập trung bình cho một hộ gia đình trong quận đã được $ 31.368, và thu nhập trung bình cho một gia đình là $ 40,019. Phái nam có thu nhập trung bình là $ 32.401 so với 20.158 $ cho phái nữ. Thu nhập trên đầu cho các quận được $ 16,702. Giới 11,20% gia đình và% 13,80 dân số sống dưới mức nghèo khổ, trong đó có 17,60% những người độ tuổi dưới 18%, và 9,60 của những người độ tuổi 65 trở lên.